# 農業全書

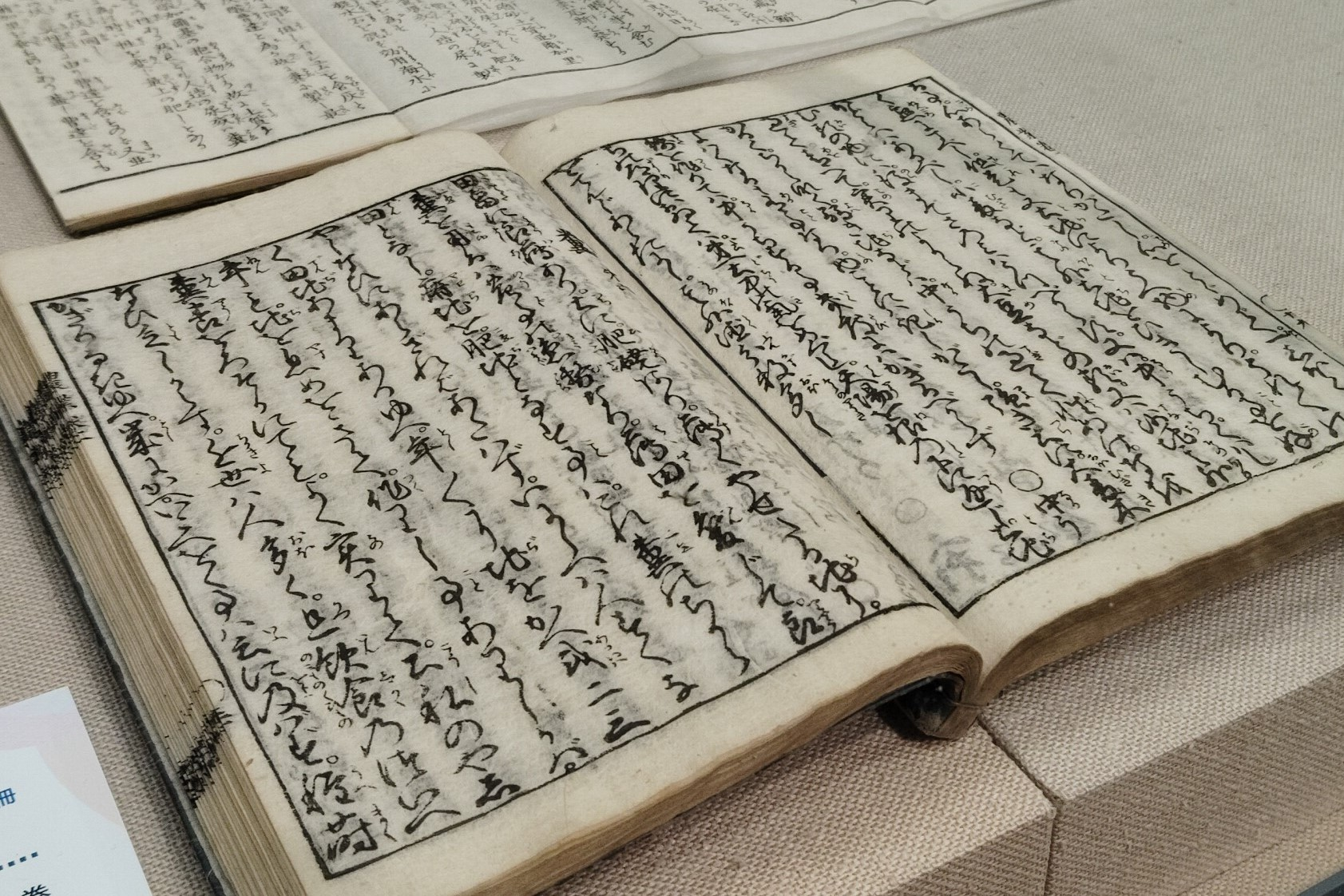
農業全書

『農業全書』（のうぎょうぜんしょ）は、元禄10年（1697年）刊行された農書。宮崎安貞著（付録は貝原楽軒著）。出版されたものとしては日本最古の農書である。

## 概要

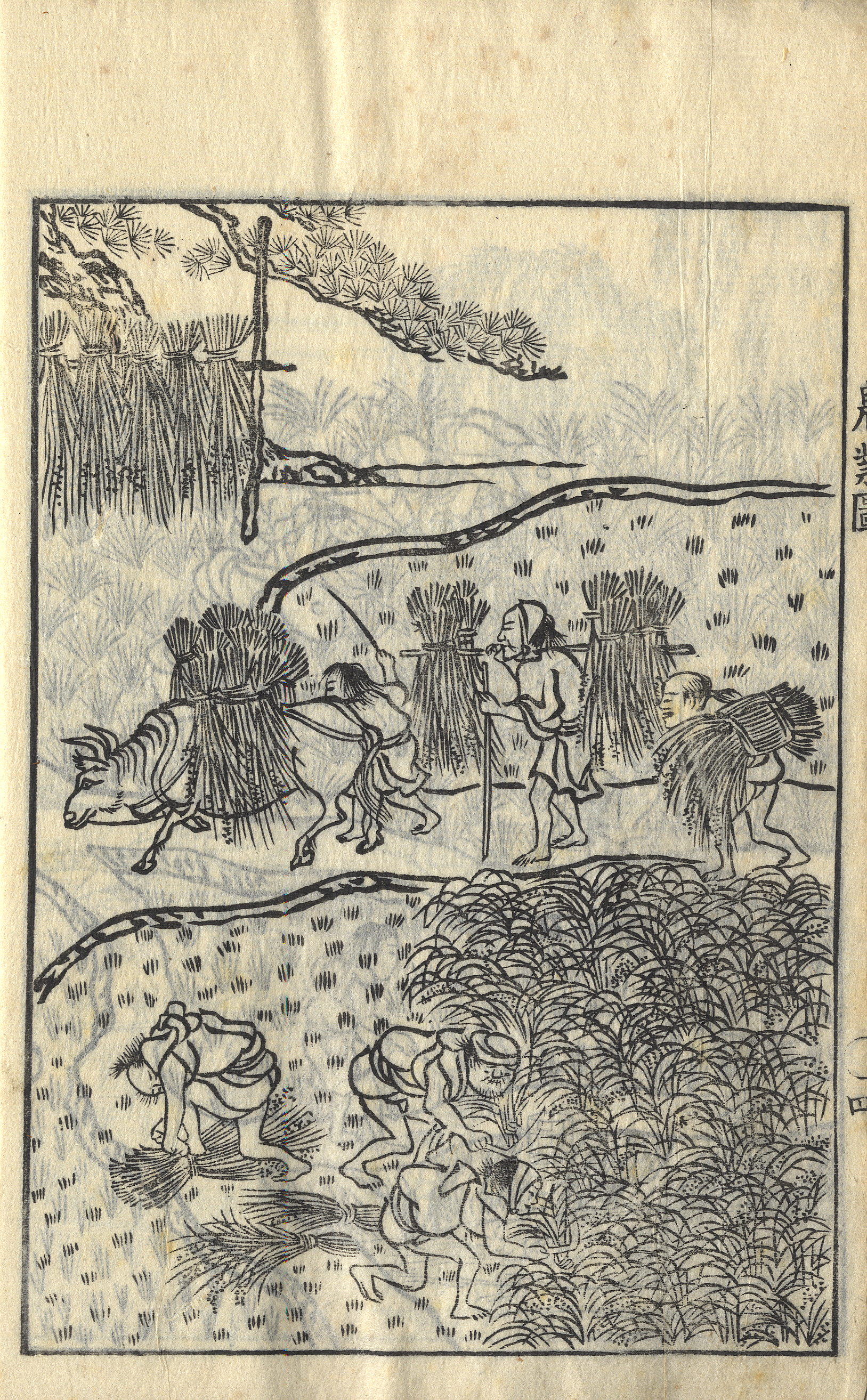
「農事図」（農政全書第一巻）

全11巻からなり、1巻は農事総論、2巻から10巻は農作物（100種余）・有用樹（13種）・有用動物（8種）・薬種（20種）の栽培法と飼育法を述べた各論で、以上は元福岡藩士の宮崎安貞著。11巻は付録で貝原益軒の兄貝原楽軒の著である。なお、福岡市周船寺公民館蔵の初版本を底本にするものには貝原益軒の序文と貝原好古の跋、土屋喬雄が1936年（昭和11年）に翻刻した天明七年本には佐々宗淳の序文と貝原好古の跋がある。
明の『農政全書』に多く知識を得ながらも、日本の事情に合うように執筆されている。植物の絵入りで、五穀・菜・菓木など当時栽培されていた植物がほぼすべて網羅されている。ただし、『農政全書』のうち総論部の 「田制」「開墾」「水利」「農器」と、各論部の「製造」と「荒政」の6項目は『農業全書』には著述がない。「田制」「開墾」「水利」は地方書、「荒政」は救荒書で扱う範囲で、支配者側が農民支配のために著述編纂するものとみて意識的に除外したとみられる。「農器」も中国の開墾や水利について述べたもので日本の農家に役立つものはほとんどなく、「製造」も農書の守備範囲ではないため取り上げられていない。『農業全書』は筑前藩をはじめとして西日本を巡回し、それを基とした執筆のため、栽培適期などは西日本に適合している。
農業政策の一環として、農民に薬種の栽培を奨励するなど、国益思想を具体的に論述している先見性も評価されている。
最も体系的な農書という評価を得ており、日本の農業に与えた影響は計り知れない。明治に至るまで何度も刊行され、多くの読者を得ただけでなく、本書に影響・刺激を受けて執筆された農書が数多く存在する。現在でも岩波文庫から出版されている。

## 評価
水戸の徳川光圀は、「これ人の世に一日もこれ無かるべからざるの書なり」と絶賛し、八代将軍徳川吉宗も座右の書に加えたほどであった。
ただし、中国の乾燥地農法について誤った解釈があることも指摘されている。『農政全書』6巻「農事」の「営治上」冒頭にある『斉民要術』を引用した耕地面積の拡大を戒める規範は、乾燥した黄河流域で保水のために生育中も毛管現象を断ち切る中耕を行う労働力を要することから、粗放化につながる経営規模の拡大を戒めたものであった。しかし、際立った乾季を欠く日本で営農経験を積んだ安貞は、除草に労働力を要するために粗放化につながる経営規模の拡大を戒めたものと解釈し、これが中耕除草農法として広まったが、結果的に小農による労働集約的な経営が共通していたのは安貞にとって幸運であったとされる。
『農業全書』は商業的農業の具体的な技術を会得したい先進的な農家にモデルとして読まれた点に意義があり、日本各地で地域の実状に合致するか整理され、さらに農書の刊行を促すきっかけになった。